# Aphelinus
Aphelinus je rod parazitskih osic iz družine najezdnikov.
Več vrst iz tega rodu je pomembnih za biološki nadzor škodljivcev, kot so Aphelinus certus, ki zajeda sojino uš, in Aphelinus albipodus, Aphelinus asychis ter Aphelinus varipes, ki zajedajo rusko pšenično uš  (Diuraphis noxia). Krvavkin najezdnik je še eden od pomembnih najezdnikov, saj zajeda krvavo uš, ki je bila v preteklosti pomemben škodljivec v nasadih jablan.
Doslej je bilo opisanih okoli 100 vrst iz rodu Aphelinus.

## Delni seznam vrst
- Aphelinus abdominalis Dalman
- Aphelinus albipodus Hayat & Fatima
- Aphelinus asychis Walker
- Aphelinus certus
- Aphelinus chaonia Walker
- Aphelinus flaviventris Kurdjumov
- Aphelinus humilis Mercet
- Aphelinus lapisligni Howard
- Aphelinus mali (Haldeman)
- Aphelinus semiflavus Howard
- Aphelinus thomsoni Graham
- Aphelinus varipes (Foerster)